# Älvdalens landskommun
Älvdalens landskommun var en kommun i dåvarande Kopparbergs län (nu Dalarnas län).

## Administrativ historik
Kommunen bildades 1863 i Älvdalens socken i Dalarna.
Landskommunen ombildades vid kommunreformen 1971 till Älvdalens kommun genom en sammanslagning av Älvdalens, Särna och Idre landskommuner.

### Kyrklig tillhörighet
I kyrkligt hänseende tillhörde kommunen Älvdalens församling.

## Kommunvapen
Blasonering: I fält av silver ett rött treberg, belagt med ett armborst, och däröver en av en vågskura bildad blå ginstam, belagd med en lie av silver.
Vapnet fastställdes 1946.

## Geografi
Älvdalens landskommun omfattade den 1 januari 1952 en areal av 2 492,50 km², varav 2 426,90 km² land.

### Tätorter i kommunen 1960
| Tätort          | Folkmängd |
| --------------- | --------- |
| Älvdalen        | 1 771     |
| Rot             | 1 034     |
| Evertsberg      | 498       |
| Åsen            | 425       |
| Västermyckeläng | 400       |
| Brunnsberg      | 397       |
| Klitten         | 350       |
| Blyberg         | 300       |
| Kåtila          | 201       |

Tätortsgraden i kommunen var den 1 november 1960 72,9 procent.

## Politik

### Mandatfördelning i valen 1938-1966
| 13 | 2 | 4 |  | 10 |

| 29 |

| 18 | 12 |

| 30 |

| 14 | 16 |

| 29 |

| 10 | 15 | 15 |

| 37 |

| 14 | 9 | 17 |

| 36 |

| 15 | 7 | 13 | 5 |

| 36 |

| 14 | 8 | 10 | 8 |

| 37 |

| 10 | 8 | 11 | 6 |  | 4 |

| 39 |